# Teorema da concordância de Aumann
O teorema da concordância de Aumann foi declarado e provado pelo economista Robert Aumann em um artigo intitulado "Agreeing to Disagree",  que introduziu a descrição teórica do conjunto de conhecimento comum. O teorema diz respeito a agentes que compartilham uma crença anterior comum e atualizam suas crenças probabilísticas pela regra de Bayes. Afirma que se as crenças probabilísticas de tais agentes, em relação a um evento fixo, são de conhecimento comum, então essas probabilidades devem coincidir. Assim, os agentes não podem concordar em discordar, ou seja, ter conhecimento comum de uma discordância sobre a probabilidade posterior de um determinado evento.

## O teorema
O modelo usado por Auman  para provar o teorema consiste em um conjunto finito de estados {\displaystyle S} com uma probabilidade anterior {\displaystyle p}, que é comum a todos os agentes. O conhecimento do agente {\displaystyle a} é dado por uma partição {\displaystyle \Pi _{a}} de {\displaystyle S}. A probabilidade posterior do agente {\displaystyle a}, denotada {\displaystyle p_{a}}, é a probabilidade condicional de {\displaystyle p} dado {\displaystyle \Pi _{a}}. Fixe um evento {\displaystyle E} e deixe {\displaystyle X} ser o evento que para cada {\displaystyle a}, {\displaystyle p_{a}(E)=x_{a}}. O teorema afirma que se o evento {\displaystyle C(X)} que {\displaystyle X} é de conhecimento comum não está vazio, então todos os números {\displaystyle x_{a}} são os mesmos. A prova decorre diretamente da definição de conhecimento comum. O evento {\displaystyle C(X)} é uma união de elementos de {\displaystyle \Pi _{a}} para cada {\displaystyle a}. Assim, para cada {\displaystyle a}, {\displaystyle p(E|C(x))=x_{a}}. A afirmação do teorema segue uma vez que o lado esquerdo é independente de {\displaystyle a}. O teorema foi provado para dois agentes, mas a prova para qualquer número de agentes é similar.

## Extensões
Monderer e Samet relaxaram a suposição de conhecimento comum e presumiram, em vez disso, conhecimento comum {\displaystyle p}-crença nos posteriores dos agentes.  Eles deram um limite superior da distância entre os posteriores {\displaystyle x_{a}}. Este limite se aproxima de 0 quando {\displaystyle p} se aproxima de 1.